# Bartomeu Gabarró i Borràs
Bartolomé Gabarró i Borrás (Igualada, Anoia, 1845 - Barcelona, 1926)
Fill de Josep Gabarró i Raimunda Borràs. Va ser un home que va treballar per arribar a ser un gran escriptor, sobretot de llibres que tracten sobre l'escola laica, ja que va fer èmfasi en aquest tema. També va fer articles com a periodista i sobretot, Bartomeu, tenia el pensament i actuava com un pedagog eclèctic.
Deixant els hàbits a banda, es va convertir en un educador aconfessional i es va dedicar plenament a l'educació laica, convertint-se en l'home lliurepensador activista més caracteritzat dels seus temps. Representava als grups espanyols als diferents congressos [Roma 1883, Amberes 1885, París 1889] i va fundar escoles laiques a tota Catalunya i també a altres ciutats d'arreu d'Espanya com per exemple Valdepeñas, Alacant, Cadí, Sevilla, Bilbao o Almeria. Va ser autor d'obres de la seva filosofia, la qual es basava en el tot per la humanitat.
“¿Tienen razón de existir las Escuelas Laicas? Sí; y habiendo la tolerancia, o libertad de cultos, hasta son necesarias. […]. ¿Por qué son necesarias? Porque donde hay libertad o tolerancia de cultos es sagrada e inviolable la conciencia y libre albedrío del hombre; más como en las escuelas oficiales no hay esa libertad… son necesarias las Escuelas Laicas, únicas donde caben todos los credos…”
En els seus discursos i llibres, com per exemple en el text citat anteriorment, s'observa perfectament, la seva actitud de reivindicació per a arribar a una educació laica total i que sigui tolerant als cultes. Per tal de duu a terme aquestes intervencions, llibre i articles, s'identificava amb el pseudònim de Mario Càstel.
Gabarró i Borràs va exercir com a president de la Directiva de la Unió Espanyola de la Liga Anticlerical de Librepensadores i també actuava de director de la Confederación Española de la Enseñanza Laica. A més, fundà una filosofia anomenada “Pantotropisme” o “Pandrotropisme”, el lema de la qual era “tot per a la humanitat”.

## Biografia
Fou un escolapi que penjà els hàbits. Es va casar amb Assumpció Pi i Codolosa i almenys va tenir una filla Palmira que mor el 15 de març de 1910. Als 26 anys casada amb Lluís Vilasau. S'apuntà a la lògia Avant i participà en campanyes anticlericals amb dos diaris de Barcelona, "La Tronada Anticlerical" (1881) i "El 1º de Maig", aquest últim anarquista. Més tècnic va ser El Eco de la Enseñanza Laica (1881-1882), que, editat a Barcelona primer, el 1891 es va imprimir a Sabadell amb un altre títol: Boletín de Enseñanza Laica en España. L'any 1882 va fundar, i se'n fa fer membre i president de la Liga Universal Anticlerical de Librepensadores, més tard l'any 1884 va organitzar a Barcelona una Associación Universal de Librepensadores. Va participar en la creació de les escoles laiques a Catalunya, donant un grandíssim impuls a aquestes institucions educatives en aquesta regió. Va ser membre de la Unión de Librepensadores.
Va estar relacionat amb el grup de lliurepensadors La Paz. Va tenir alguns enfrontaments amb Ernesto Bark i altres escriptors, tant ultramuntans com lliurepensadors. Va escriure La Milícia Negra (Barcelona, 1883), Las ciencias Laicas o la piqueta i el compás (Barcelona: Llibreria Laica-Anticlerical, 1884) entre altres obres, fulletons virulentament anticlericals anticlericalisme i diversos llibres de text laics. Aviat es converteix en director de la Confederación Española de la Enseñanza Laica i arriba a patrocinar i controlar, segons ell mateix, el 1883, ni més ni menys que trenta-vuit centres escolars laics, la majoria a Catalunya, encara que també n'hi havia a Valdepeñas, Sevilla, Cadis i Almeria. El 1889, i al Congrés Universal de Lliurepensadors de París, afirmava que ja controlava unes 200.
El seu anticlericalisme va ser tan intolerant i vulgar, fins al punt que va ser marginat també pels mateixos anticlericals i maçons. Va fundar una mena de filosofia anomenada "Pantotropisme" o "Pandrotropisme", el lema era "tot per a la humanitat". Va ser el primer a escriure llibres de text per a les escoles laiques. Una crisi espiritual després de la mort d'un fill el va fer tornar al convent trencant definitivament amb la seva vida de seglar.

## Fundador d'Escola Laica
El pedagog Bartomeu Gabarró i borràs, va ser un dels principals promotor de l'escola laica i va ajudar la seva difusió i propagació per Catalunya i per altres parts d'Espanya.
El període que va viure Bartomeu Gabarró i Borràs, va ser un procés progressiu educatiu. L'escola laica, utilitzava una forma d'educar, de moure i portar l'escola, on no hi havia una religió establerta sinó que estaven acceptades totes les religions. Els alumnes gaudien d'una lliure expressió on podien conviure diferents persones de diverses cultures com els practicants cristians,  musulmans, budistes, etc.
El fet de l'existència d'una dinàmica laical clàssica, va proporcionar que es generés en l'àmbit general a poc a poc una reforma educativa a tots els nivells. Aquest fet es contrasta amb les escoles anomenades confessionals, ja que aquestes, tenien una metodologia diferent on només s'acceptava un tipus de religió, a la qual tot girava entorn seu: la normativa de centre, la dinàmica i manera d'ensenyar dels professors, el temari, les assignatures, la forma de vestir, la decoració escolar, etc.
L'escola laica, busca el fet respectar la llibertat de religió de tots els ciutadans, el no impartir una religió, i que tothom, sigui de la religió que sigui pugui accedir a l'educació.
El moviment de l'escola laica, va viure dos grans moments al llarg de la seva història: la difusió de les Lleis d'Educació Comuna i el Debat del Matrimoni Civil. Els protestants liberals van ser els quals van intentar defensar les institucions on es poguessin impartir una educació lliure i laica, sense religió establerta. Volien aconseguir una separació entre l'estat i l'església que és el que els faria aconseguir el seu objectiu.
Gabarró i Borràs, es sumava a aquesta reforma social, des d'un punt de vista anticlerical i intolerant a aquesta unió església-estat. Volia que la població pogués gaudir de l'educació que cadascun dels individus volgués i que ningú se sentís oprimit en cap lloc. Tenia com a objectiu la lluita contra aquestes desigualtats i inconvenients a la qual s'enfrontava la humanitat.
Podem veure reflectit el seu pensament pel que fa a aquest àmbit, en algunes de les seves obres com per exemple: Las ciencias Laicas o la piqueta y el compás, Historia Laica de España, Geometrïa, entre d'altres.

### Las ciencias Laicas o la piqueta y el compás
Bartomeu Gabarró i Borràs, va ser l'autor d'aquest llibre. En aquest, el que volia reflectir, era bàsicament el seu pensament de renovació i revolució on s'havia de lluitar per tal de buscar la impartició d'un ensenyament i una educació laica. És a dir, buscava que tothom tingués el dret d'accedir a l'educació sense la necessitat de l'existència d'una religió. Que totes les religions, o millor, persones de diferents religions i cultures poguessin conviure en un mateix cercle d'ensenyament. En la narració del llibre, explica com l'ensenyament laic fonamenta i ajuda al fet que aquesta educació que rebran els infants, els ciutadans del futur, els serà més beneficiosa i els ajudarà a continuar cap a un sistema de lliurepensament al qual, tal com diu Gabarró i borràs, la societat ha d'arribar.

## Lliurepensador
Bartomeu Gabarró i Borràs va ser un dels precursors del moviment del lliurepensament de la capital de l'Anoia. Es va adherir a aquest moviment amb molt d'entusiasme. Es va dedicar i va lluitar per a aconseguir un lliurepensament, inculcat a les escoles i a la societat, amb totes les seves facultats a l'ensenyament laic. Volia impartir el lliurepensament, defensant un racionalisme radical en cos i ànima i propagant les seves idees anticlericals. Lluitava per transformar l'antic ideal d'educació moral-religiosa, en la qual es defineix a tots els ciutadans com a iguals protegits per la llei i els limita davant una ètica religiosa i espiritual, en comptes d'emplear la intel·ligència i el raonament crític.
El lliurepensament és un mètode per reconduir el pensament que està caracteritzat pel fet de cenyir-se a la veritat mitjançant la intel·ligència humana. Accedint a aquesta veritat per mitjà d'únicament la raó i l'experiència.
Aquest conjunt de doctrines estan esteses en els moviments progressistes, obreristes o revolucionaris, que van marcar en les últimes dècades del segle xix i a principis del segle xx, com la segona revolució industrial.
Gabarró i Borràs, per a aconseguir aquest canvi de mentalitat cap a un lliurepensament, d'entre totes les seves obres cal destacar: “Las ciencias laicas. La piquera y el compás”. Gràcies a aquest llibre podem veure la definicio dels principis bàsics del lliurepensament que Bartomeu Gabarró i Borràs considerava més útils i importants. Aquest llibre està seccionat en tres capítols: “La Sociedad, Clases Sociales” y “Las Religiones en la Sociedad”, que ajuden a estructurar i ordenar les idees.

### Context: Segona revolució industrial.
El lliurepensament que va viure Bartomeu Gabarró i Borràs, va estar relacionat amb la segona revolució industrial. Paral·lelament al lliurepensament, va sorgir el moviment conegut com a segona revolució industrial.
El fet que sorgís el lliurepensament, comportava un canvi en la mentalitat i actitud social. La segona revolució industrial, va comportar transformacions socioeconòmiques. Incloent la industrialització i les noves fonts d'energia com el gas, el petroli entre d'altres.
Gràcies també al lliurepensament, es va desenvolupar una ciència i tecnologia que va ajudar en la producció de matèria i va amplificar el treball a diversos sectors. Va ser molt important el creixement demogràfic i de la població que socialment anava augmentant i canviant la forma de ser i actuar.

#### Capitalisme
Parlant de la segona revolució industrial, cal parlar del capitalisme que es va sumar a aquesta. En aquest sistema, la importància la tenien els monopolis, als quals l'entorn girava al voltant seu, van determinar les condicions per vendre de molts productes i van fixar-ne el preu.

## Obres
- Las ciencias Laicas o la piqueta y el compás. Barcelona: Librería Laica Anticlerical, 1884.
- Historia Laica de España. Librería Laica Anti clerical, B, s/f PP.71
- Geografía Universal. Librería Laica Anticlerical, B, s/f, PP.71
- Aritmética. Biblioteca de la enseñanza Laica, B, s/f, PP.61 (Vol,6º)
- Geometría. Librería Laica Anticlerical, B, 1886, PP.339
- Urbanidad. Imprenta Redondo, B, 1884, PP.312 (Vol,4º)
- Geometría. Tipografía La Academia de Evaristo Ullastre, B, 1881, PP.29 (Vol 10º)
- La Milicia Negra (Barcelona, 1883)
- Pillerías clericales o excesiva multiplicación de los cuerpos de los santos
- Los perros del Señor
- Las bodas del cura, y el oficial carlista Gabarró, 1885.
- El Syllabus Y El Estado, ó Conspiración de la Iglesia Contra El Estado Y Pueblo, 1883.0
- Gramática pentáglota para aprender el castellano, catalán, italiano, francés..., 1886
- La vida civil y la Ley Civil: Para que el librepensador pueda aconsejarse y regirse solo, Imp. Universal, 1887